# Волчимья
Во́лчимья — река в России, левый приток Тавды, протекает по территории Таборинского района Свердловской области. Устье реки находится на высоте 51 м над уровнем моря в 398 км по левому берегу реки Тавда. Длина реки составляет 129 км, площадь водосборного бассейна — 1240 км².
В 11 км от устья по левому берегу впадает река Туролья.

## Данные водного реестра
По данным государственного водного реестра России относится к Иртышскому бассейновому округу, водохозяйственный участок реки — Тавда от истока и до устья, без реки Сосьва от истока до водомерного поста у деревни Морозково, речной подбассейн реки — Тобол. Речной бассейн реки — Иртыш.
Код объекта в государственном водном реестре — 14010502512111200012908.